# Kluge (Familienname)
Kluge ist ein Familienname des deutschen Sprachraums.

## Herkunft und Bedeutung
Kluge ist ein Übername zu mittelhochdeutsch kluoc (fein, klug, weise oder auch stattlich, tapfer, listig), siehe auch Klugheit.

## Varianten
Varianten bzw. eng verwandte Namen zu Kluge sind: Cluge, Klug, Klugmann, Klugman, Klok, Kloke, Klook, Klooke und Klügel.

## Verbreitung
In Deutschland ist der Name, bezogen auf die relative Häufigkeit, besonders in den östlichen Bundesländern, mit einem Schwerpunkt in Sachsen, verbreitet.

## Namensträger

### A
- Alexander Kluge (* 1932), deutscher Filmemacher und Schriftsteller
- Alexandra Kluge (1937–2017), deutsche Ärztin und Schauspielerin
- André Kluge (* 1959), deutscher Radrennfahrer
- Anja Kluge (* 1964), deutsche Ruderin
- Annette Kluge (Schauspielerin) (* 1954), deutsche Schauspielerin
- Annette Kluge (Psychologin) (* 1967), deutsche Wirtschaftspsychologin und Hochschullehrerin
- Anselm Kluge (* 1950), deutscher Musiker, Komponist und Produzent
- Arnd Kluge (* 1961), deutscher Historiker
- Arndt Kluge (1942–2008), deutscher Leichtathlet
- Arne Kluge (* 1969), deutscher Biathlet und Skilangläufer
- Arnold G. Kluge (* 1935), US-amerikanischer Zoologe

### B
- Bernd Kluge (* 1949), deutscher Numismatiker
- Bernhard Kluge (1928–2017), deutscher Maler und Zeichner

### C
- Carl Alexander Ferdinand Kluge (1782–1844), deutscher Chirurg und Geburtshelfer
- Carl Emil Kluge (1830–1864), deutscher Mineraloge und Vulkanologe
- Charlotte Kluge-Fülscher (1929–1998), Schweizer Malerin und Grafikerin
- Christian Gottlieb Kluge der Ältere (auch Christian Gottlieb Cluge; 1699–1759), deutscher Theologe
- Christian Gottlieb Kluge der Jüngere (1742–1824), deutscher Theologe und Pädagoge
- Cornelia Kluge (Cornelia Kluge-Kausch), deutsche Kabarettistin

### D
- Dietrich Kluge, deutscher Filmproduzent

### E
- Edmut Kluge (1933–2019), deutscher Schriftsteller
- Eleonore Lingnau-Kluge (1913–2003), deutsche Malerin
- Ernst Kluge (Statistiker) (Ernst Rudolph Kluge; 1838–1906), deutscher Statistiker
- Ernst Kluge (Mediziner) (1908–nach 1977), deutscher Neurologe, Psychologe und Hochschullehrer
- Ewald Kluge (1909–1964), deutscher Motorradrennfahrer

### F
- Franz Seraphim Kluge (1821–1888), böhmischer Textilindustrieller
- Friedrich Kluge (1856–1926), deutscher Sprachwissenschaftler und Etymologe
- Friedrich Johannes Kluge (1891–1968), deutscher Jurist

### G
- Gabriele Kluge (* 1949), deutsche Schlagersängerin
- Gerhard Kluge (Physiker) (1934–2011), deutscher Physiker
- Gerhard Kluge (Literaturwissenschaftler) (* 1935), deutscher Germanist
- Günter Kluge (* 1938), deutscher Fußballspieler
- Günther von Kluge (auch Hans Günther von Kluge; 1882–1944), deutscher Offizier
- Günther Kluge (Heimatforscher) (1928–2013), deutscher Heimatforscher
- Gustav Kluge (* 1947), deutscher Maler und Hochschullehrer

### H
- Hans Kluge (Ingenieur) (1881–1958), deutscher Maschinenbauingenieur und Hochschullehrer
- Hans Kluge (Mediziner) (* 1968), belgischer Mediziner
- Hans-Georg Kluge (* 1953), deutscher Jurist und Politiker (CDU)
- Hansjoachim Kluge (1910–??), deutscher Künstler
- Heidelore Kluge (auch Heidi Kluge; * 1949), deutsche Autorin
- Heinz Kluge (Handballspieler) (1921–2001), deutscher Handballspieler
- Heinz Kluge (Politiker) (1924–2014), deutscher Politiker (SED), Oberbürgermeister von Cottbus
- Heinz Kluge (Biathlet) (* 1938), deutscher Biathlet
- Heinz-Jürgen Kluge (* 1941), deutscher Physiker
- Hermann Kluge (Schriftsteller) (1832–1914), deutscher  Schriftsteller, Bibliothekar und Lehrer
- Hermann Kluge (NSDAP-Mitglied) (1891–1947), deutscher politischer Funktionär der NSDAP
- Hermann Otto Kluge (1818–1882), deutscher Turner und Turnpädagoge

### I
- Iris von Kluge (* 1965), deutsche Sprecherin und Schauspielerin

### J
- Jerker Kluge (* 1974), deutscher Jazzmusiker
- Johann Adam Kluge (Industrieller, 1777) (1777–1849), deutsch-böhmischer Textilindustrieller
- Johann Adam Kluge (Industrieller, 1844) (1844–1922), deutsch-böhmischer Textilindustrieller
- Johann Adam Kluge (Industrieller, 1885) (1885–1975), deutscher Textilindustrieller
- Johann Daniel Kluge (Theologe) (1701–1768), deutscher Theologe, Lehrer und Kirchenlieddichter
- Johann Daniel Kluge (Archivar) (1739–1797), deutscher Archivar, Schriftsteller und Übersetzer
- John Kluge (1914–2010), deutsch-US-amerikanischer Geschäftsmann
- Jürgen Kluge (Wasserballspieler) (* 1939), deutscher Wasserballspieler
- Jürgen Kluge (Manager) (* 1953), deutscher Manager und Unternehmensberater

### K
- Kai Kluge (Sänger) (* 1989/1990), deutscher Sänger (Tenor)
- Kai Robert Kluge (* 1963), deutscher Maler und Bildhauer
- Karl Kluge (Komponist) (1889–1960), deutscher Komponist
- Karl Kluge (Leichtathlet) (1925–2010), deutscher Leichtathlet
- Karl Emil Theodor Kluge (1860–1907), deutscher Zigarrenfabrikant und Politiker, MdL Sachsen, siehe Theodor Kluge (Politiker)
- Karl-Heinrich Kluge (1915–2005), deutscher Maler und Grafiker
- Karl-Heinz Kluge (1929–2005), deutscher Fußballspieler und -trainer
- Karlheinz Kluge (* 1951), deutscher Schriftsteller und Buchhändler
- Karl-Josef Kluge (* 1933), deutscher Erziehungswissenschaftler und Hochschullehrer
- Klaus-Jürgen Kluge (1948–1969), deutsches Todesopfer an der Berliner Mauer
- Kurt Kluge (1886–1940), deutscher Dichter und Bildhauer

### L
- Laura Kluge (* 1996), deutsche Eishockeyspielerin

### M
- Manfred Kluge (1928–1971), deutscher Komponist, Kirchenmusiker und Musiktheoretiker
- Martin Kluge (* 1968), deutscher Schauspieler
- Mathias Franc Kluge (* 1980), deutscher Historiker
- Max von Kluge (1856–1934), deutscher Generalleutnant
- Max Kluge (* 2001), deutscher Schauspieler
- Mike Kluge (* 1962), deutscher Radrennfahrer

### N
- Norbert Kluge (Pädagoge) (1935–2022), deutscher Pädagoge und Sexualwissenschaftler
- Norbert Kluge (Gewerkschafter) (* 1955), deutscher Gewerkschafter und Sozialwissenschaftler

### O
- Oliver Kluge (* 1969), deutscher Kirchenmusiker

### P
- Peer Kluge (* 1980), deutscher Fußballspieler
- Peter Kluge (* 1968), US-amerikanischer Schauspieler

### R
- Reinhard Kluge (Archivar) (* 1933), deutscher Archivar und Historiker
- Reinhard Kluge (Mathematiker), deutscher Mathematiker
- Roger Kluge (* 1986), deutscher Radrennfahrer
- Roland Kluge (* 1944), deutscher Internist und Autor
- Rolf-Dieter Kluge (1937–2024), deutscher Slawist
- Rudolf Kluge (1889–1945), deutscher Verwaltungsjurist und Politiker (NSDAP)

### S
- Sophie Kluge (* 1983), deutsche Regisseurin, Drehbuchautorin und Filmproduzentin
- Stefan Kluge (* 1968), deutscher Mediziner
- Steffen Kluge (* 1964), deutscher Künstler und Fotograf
- Susanne Kluge-Paustian (* 1966), deutsche Journalistin, Moderatorin und Reporterin

### T
- Theodor Kluge (Politiker) (Karl Emil Theodor Kluge; 1860–1907), deutscher Zigarrenfabrikant und Politiker, MdL Sachsen
- Theodor Kluge (Sprachwissenschaftler) (1880–1959), deutscher Sprachwissenschaftler und Orientalist
- Thomas Kluge (Umweltforscher) (* 1948), deutscher Sozialwissenschaftler und Umweltforscher
- Thomas Kluge (Fußballspieler) (* 1966), deutscher Fußballspieler
- Thomas Kluge (Maler) (* 1969), dänischer Maler

### U
- Ulrich Kluge (* 1935), deutscher Historiker und Hochschullehrer

### V
- Volker Kluge (* 1944), deutscher Sportjournalist

### W
- Waldemar Kluge (1904–1978), deutscher Politiker (GB/BHE, SPD). MdL Bayern
- Walter Kluge († 1944), deutscher Rennrodler und Widerstandskämpfer
- Walther Kluge (1882–1952), deutscher Pädagoge und Publizist
- Willy Kluge († nach 1945), deutscher Politiker (NSDAP) und Baumeister
- Wolfgang von Kluge (1892–1976), deutscher Generalleutnant
- Wolfgang Kluge (Physiker) (* 1939), deutscher Physiker und Hochschullehrer
- Wolfgang Kluge (Maler) (* 1948/1949), deutscher Maler